# Duncan Rouleau
Duncan Rouleau é um desenhista americano de histórias em quadrinhos. Formou com Joe Kelly, Joe Casey e Steven Seagle o Man of Action Studios, sendo um dos responsáveis pela criação das séries animadas Ben 10 e Generator Rex. Durante o período em que foi responsável pela arte da revista Alpha Flight, criou ao lado de Steven Seagle a equipe "Big Hero 6", que inspirou o filme homônimo.